# Horreum

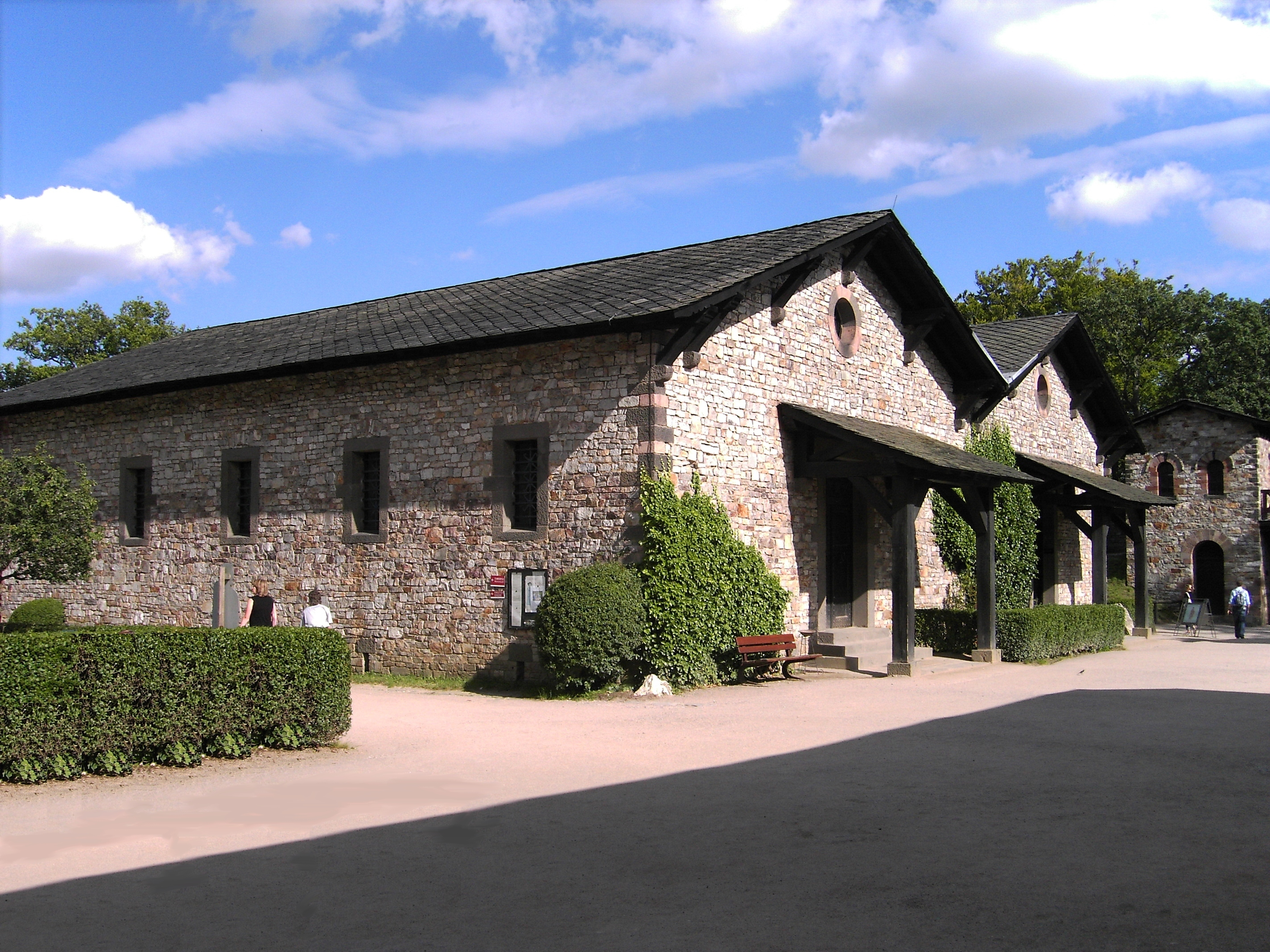
Gereconstrueerd horreum bij het Saalburg-fort in Duitsland

Een horreum (Latijn horreum, meervoud horrea) is een Romeins pakhuis of voorraadgebouw. Het werd vooral gebruikt voor de opslag van graan, vandaar de alternatieve benaming granarium. De Romeinse villa's of villae rusticae in de Zuidelijke Nederlanden en Engeland waren voorzien van een dergelijke graanschuur.
De grootste horrea waren meerbeukige gebouwen die als voorloper van de middeleeuwse kloosterschuren kunnen worden gezien. Voorbeelden hiervan waren de granarium van Hadrianus in Patara en een gelijknamige granarium in Myra.
In de Romeinse tijd werden nog niet zoals later de hele korenschoven opgeslagen, maar alleen de afgesneden aren. De belangrijkste middeleeuwse kloosters hadden meerdere uithoven (grangiae) met een horreum.
In Noord-Spanje ziet men veel hórreos (de Spaanse vorm van het woord). Deze staan op palen met ronde stenen schijven erop, waardoor ongedierte niet kan binnendringen.

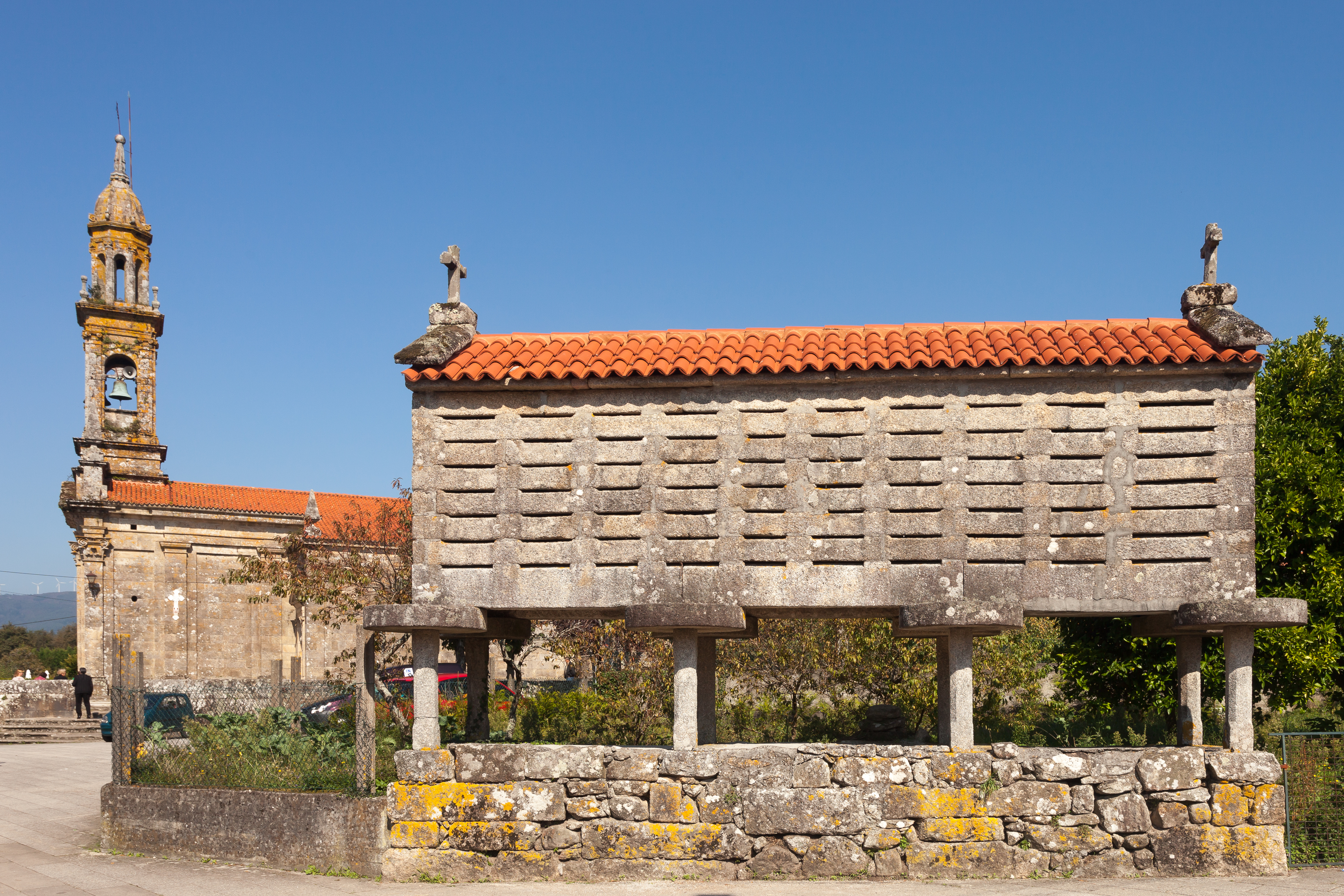
Hórreo in Galicië

Romeins Tongeren had een horreum van 2.000 m² aan de rand van Atuatuca Tungrorum. Daarom wordt het graan van de Romeinse villa's in de buurt opgeslagen en klaargemaakt voor transport: via de Jeker naar Maastricht. Van daar uit kan het graan de Maas op om de Limes Germanicus te bevoorraden. De vijftigduizend soldaten langs de Germaanse limes hebben dagelijks een pond graan nodig om graanpap te maken. Elke dag is er dus 25.000 kg graan nodig!